# Larrousse LH93
La Larrousse LH93 è una monoposto di Formula 1, costruita dalla Fomet e utilizzata dalla scuderia francese Larrousse per partecipare al campionato mondiale di Formula 1 1993.
La LH93 è stata la prima vettura con telaio costruito interamente dalla Larrousse, dopo sei stagioni disputate con il telaio fabbricato dalla Lola e dalla Venturi. Fu guidata da Philippe Alliot, Érik Comas e Toshio Suzuki.